# Louis Zutter
Louis Zutter (Svájc, Neuchâtel, Les Ponts-de-Martel, 1865. december 2. – Neuchâtel, Boudry, 1946. november 10.) olimpiai bajnok svájci tornász.
Az 1896. évi nyári olimpiai játékokon indult tornában. Négy számban vett részt. Lólengésben aranyérmes, korláton és ugrásban ezüstérmes lett. Nyújtón nem ért el helyezést.